# Bázel villamosvonal-hálózata
A bázeli villamoshálózat (németül: Basler Strassenbahn-Netz) elsősorban a svájci Bázel, valamint a körülötte elterülő Basel-Landschaft kanton területét szolgálja ki. Az agglomerációhoz tartozó német Weil am Rhein és a francia Saint-Louis és Leymen területén is vannak megállói. Összesen 13 vonalból áll.
A villamosokat a hálózaton két szolgáltató üzemelteti: Basler Verkehrs-Betriebe (Bázeli Közlekedésüzemeltető) (BVB) és Baselland Transport (Bázel-vidéki Közlekedés) (BLT). Mindkét szolgáltató a Tarifverbund Nordwestschweiz (TNW) integrált tarifaközösség része, amely a német és francia területeket is magába foglaló triregio tarifaközösséghez tartozik.
A BVB a Basel-Stadt kanton tulajdonában van, és vonalai jórészt Bázel városában és a kantonhoz tartozó két, Rajna-menti kisvárosban üzemelnek. A 3-as és 6-os vonalak Bázel-vidéken érnek véget, a 8-as vonal pedig Németországban. Több vonal pontosan az államhatárig közlekedik, ahol buszokra kell az utasoknak átszállniuk. Villamosai türkizes zöld színűek.
A BLT a Bázel-vidék kanton tulajdonában van, sárga-piros villamosai a Bázeltől délre fekvő külvárosokban közlekednek, és egy ponton áthaladnak Franciaország területén is. A városhatáron túl a BLT tulajdonában áll a 10-es, 11-es, 14-es és 17-es vonal, ezek közül a BLT csak a 10-est, 11-est és 17-est szolgálja ki, ám teljes hosszukon: a villamosok Bázel belterületén a BVB vágányait használják. A 14-es vonal Bázel-vidéken vezető, külvárosi szakaszán is a BVB biztosítja a villamosközlekedést. Ez a megoldás tipikus Svájcban, ahol az infrastruktúra tulajdonviszonyai és a személyszállító szolgáltatás területe nem egyezik meg, ilyenkor legtöbbször megosztoznak a szolgáltatók a feladatokon.

## Története

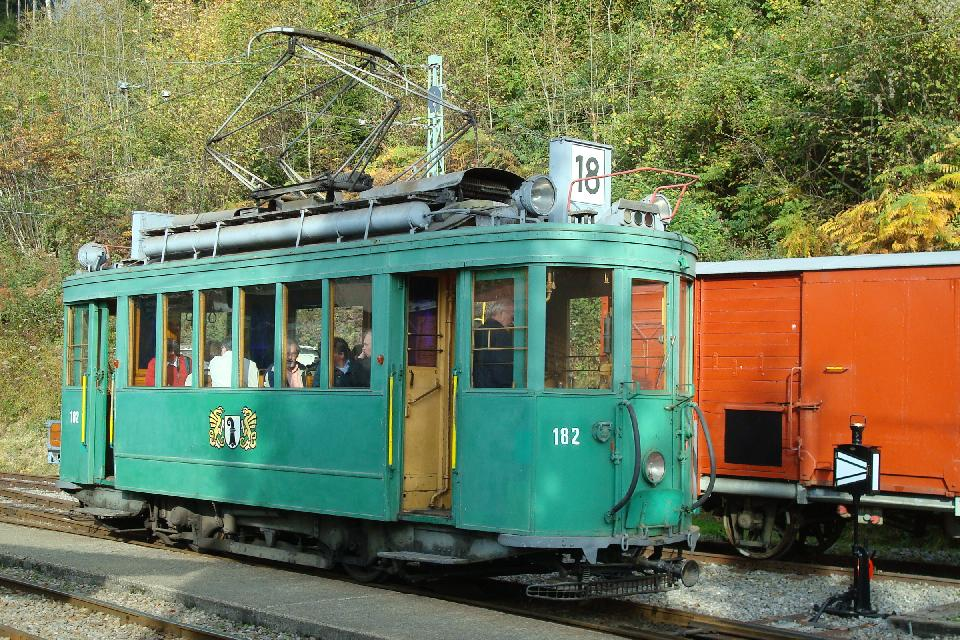
Ex-bázeli Ce 2/2 182 nosztalgiavillamos a Blonay-Chamby Múzeumvasúton

Az első bázeli villamosvonal 1895. május 6-án nyílt meg a Centralbahnhof–Marktplatz–Mittlere Brücke–Aeschenplatz–Badischer Bahnhof útvonalon.
A hálózat gyorsan növekedett. 1897-ben hat új szakaszt helyeztek üzembe, az egyik összekapcsolta Bázelt és Birsfeldenet.
1900-ban a bázeli villamoshálózat nemzetközivé vált, amikor új megnyitották az új vonalat Sankt-Ludwig (ma Saint-Louis, Haut-Rhin ) felé, az akkori Német Császárságban. A vonal 1950-ig működött. 1910-ben megnyílt egy második nemzetközi vonal Hüningen felé (ma Huningue és Haut Rhin), amelyet 1961-ig használtak. A németországi Badenben található Lörrach felé 1919-ben nyílt meg egy villamosvonal, amely 1967-ig működött.
1934-ben, egy új vonalszakasz megnyitása után a Margarethenstr.-tól Binningen felé a hálózat elérte a legnagyobb hosszúságot, 72 kilométert.
A két világháború alatt a vonal Svájc határain túlnyúló részein felfüggesztették a szolgáltatást. A második világháború után több vonalat be is zártak. 1958-ban a hálózat teljes hossza 51,7 km volt.
1974-ben a több, elővárosi vonalakat üzemeltető társaságot egybeolvasztották, így jött létre a Baselland Transport AG (BLT).

## Viszonylatok

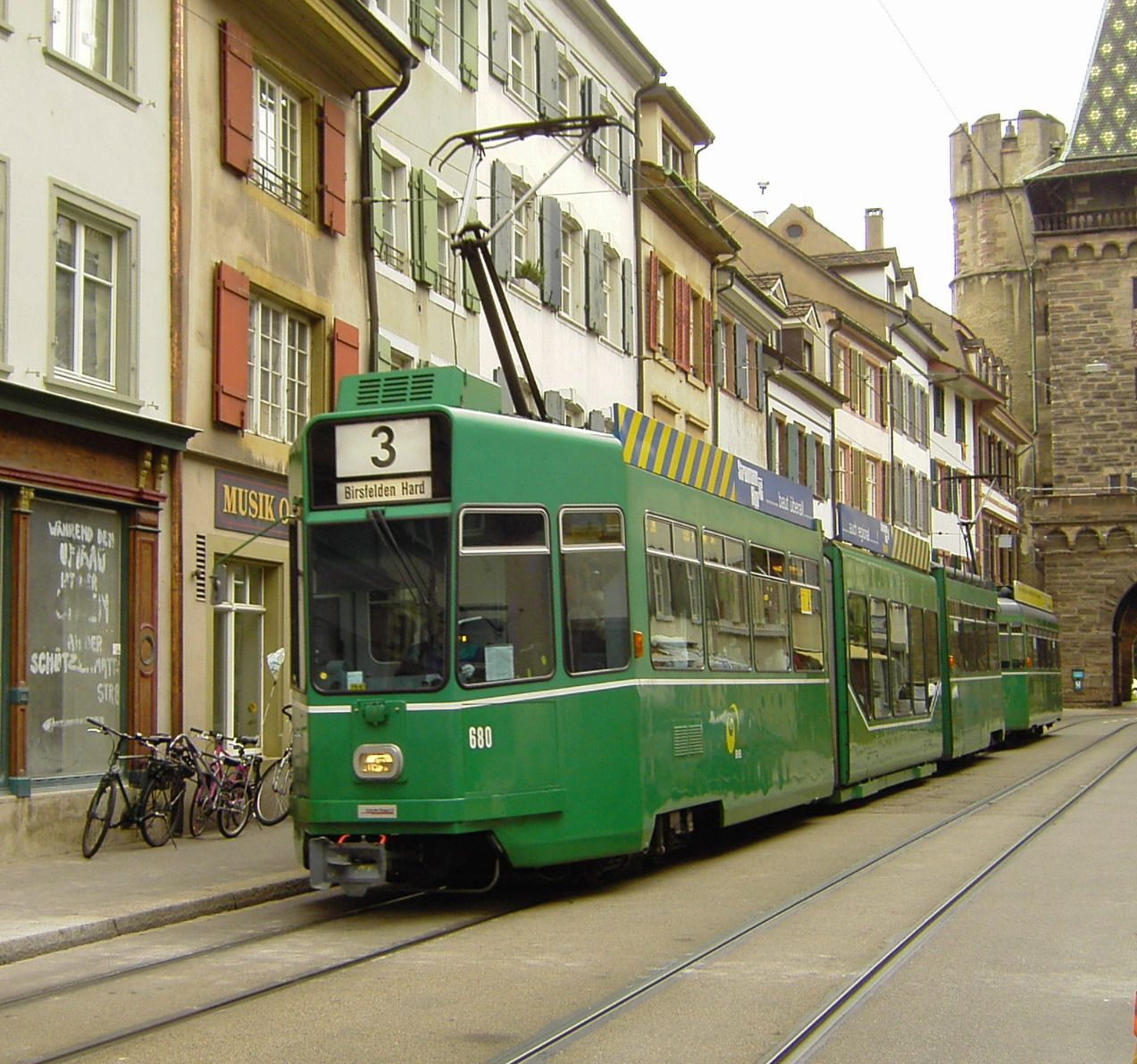
BVB villamos a 3-as vonalon

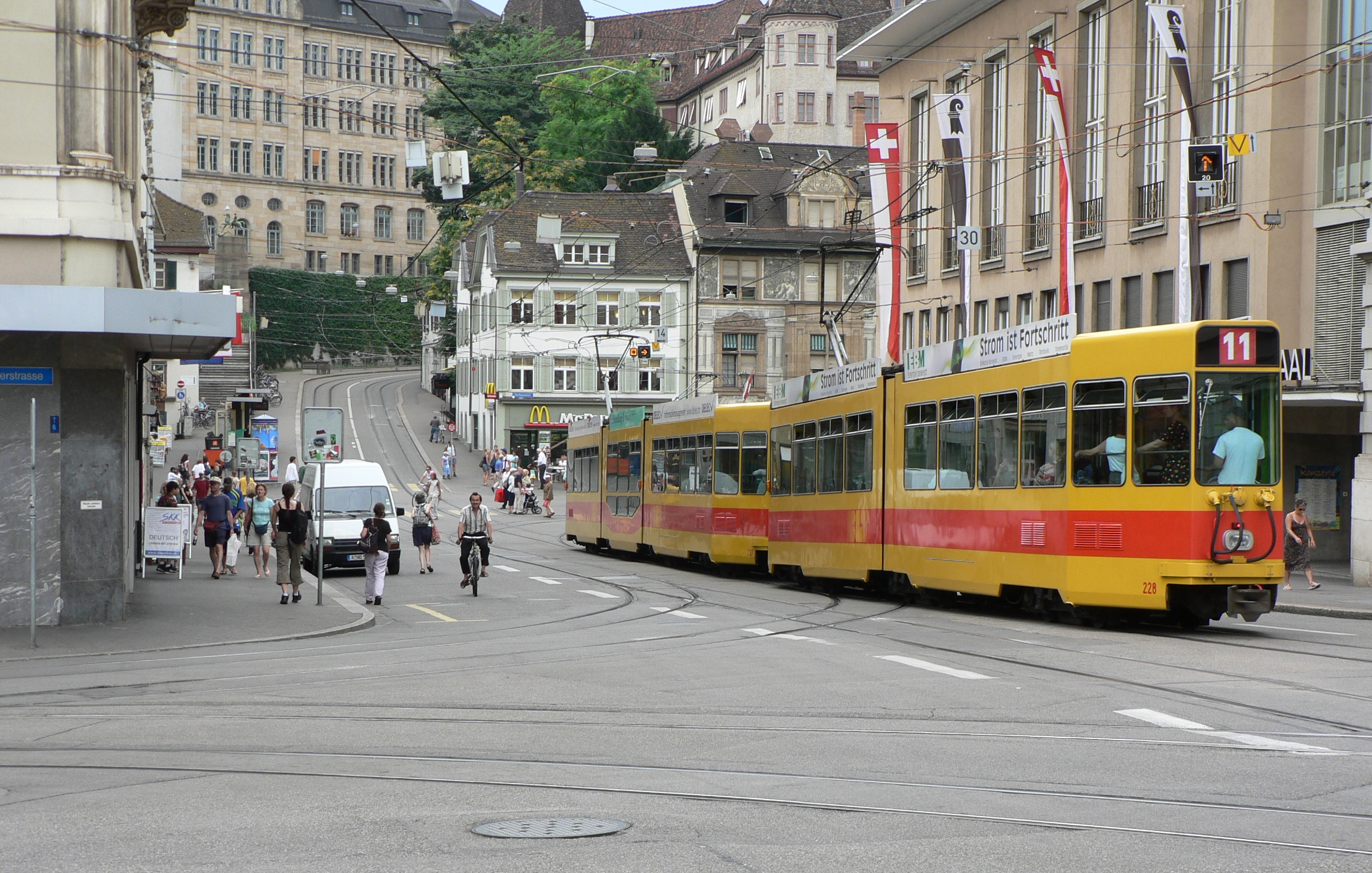
BLT villamos a 11-es vonalon

Jelenleg a bázeli villamoshálózat 12 vonalból áll (kilencet a BVB üzemeltet és hármat a BLT). A vonalak teljes hossza 65,7 km.
| Szám | Útvonal                                             | Operátor | Útvonal térkép |
| ---- | --------------------------------------------------- | -------- | -------------- |
| 1    | Dreirosenbrücke ↔ Bahnhof SBB (↔ Badischer Bahnhof) | BVB      | 1. út          |
| 2    | Binningen Kronenplatz ↔ Eglisee (↔ Riehen Dorf)     | BVB      | 2. út          |
| 3    | Saint-Louis ( Franciaország ) ↔ Birsfelden Hard     | BVB      | 3. út          |
| 6    | Allschwil ↔ Riehen Grenze                           | BVB      | 6. út          |
| 8    | Neuweilerstrasse ↔ Weil am Rhein ( Németország )    | BVB      | 8. út          |
| 10   | Rodersdorf ↔ Dornach                                | BLT      | 10. út         |
| 11   | St. Louis Grenze ↔ Aesch                            | BLT      | 11. út         |
| 14   | Dreirosenbrücke ↔ Pratteln                          | BVB      | 14. út         |
| 15   | Messeplatz ↔ Bruderholz                             | BVB      | 15. út         |
| 16   | Bruderholz ↔ Schifflände                            | BVB      | 16. út         |
| 17   | Wiesenplatz ↔ Ettingen                              | BLT      | 17. út         |
| 21   | Bahnhof St. Johann ↔ Badischer Bahnhof              | BVB      | 21. út         |

## Galéria

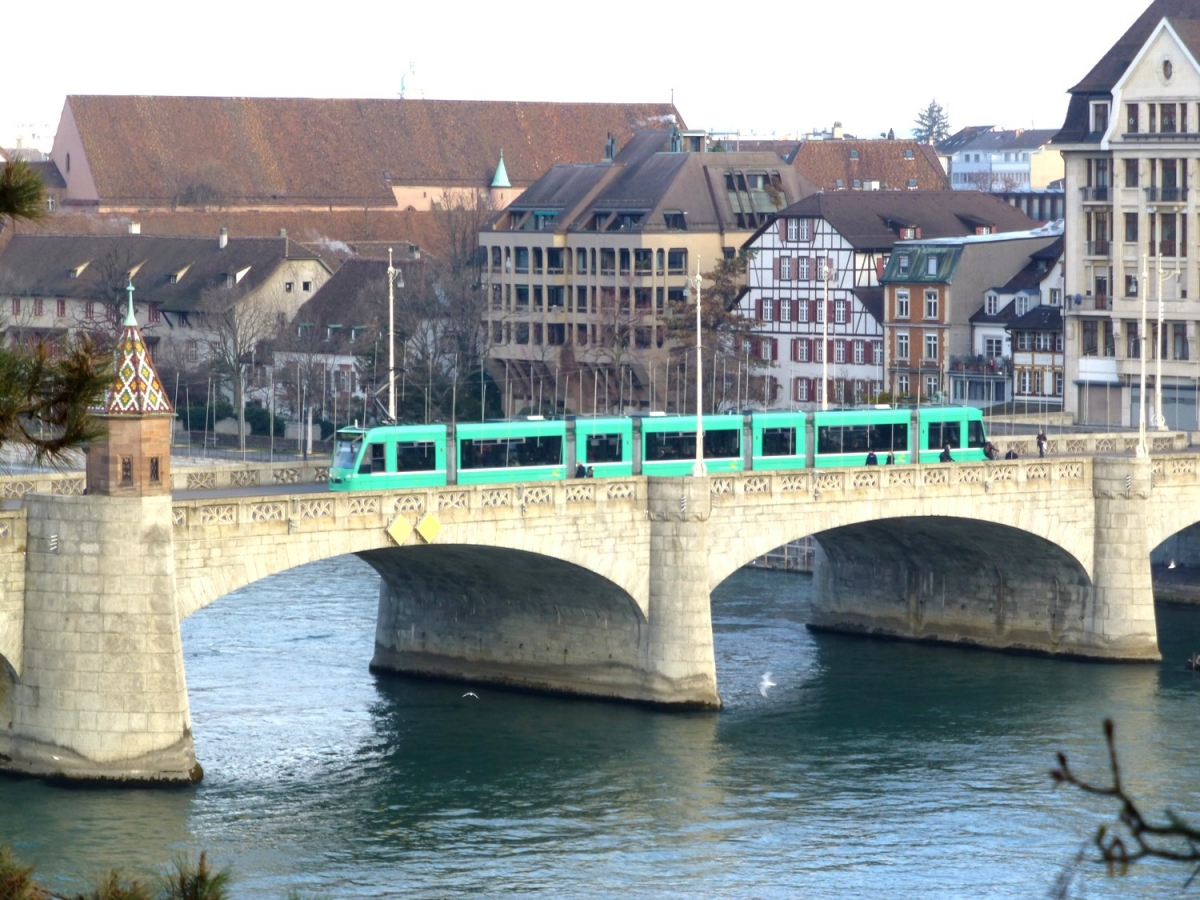
BVB villamos
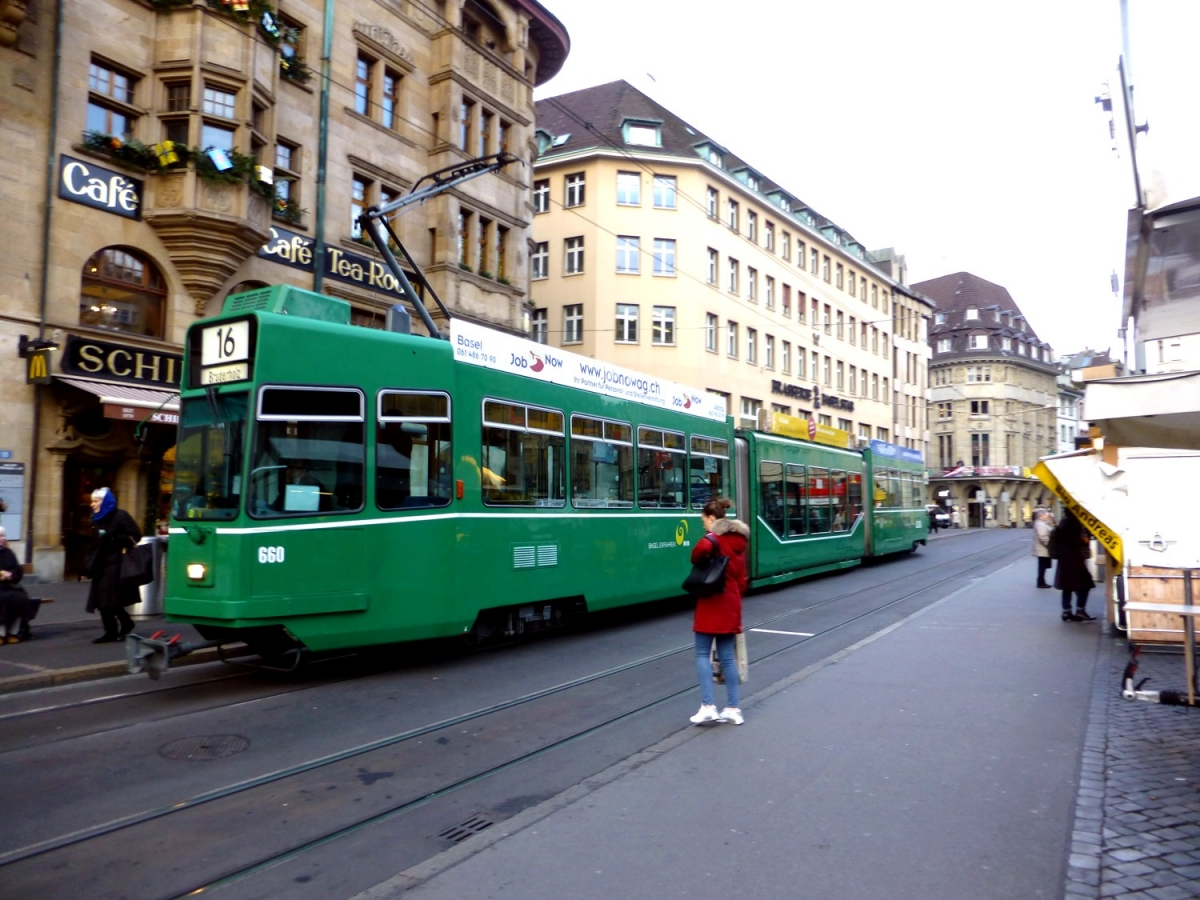
Alacsonypadlós középrészű BVB villamos
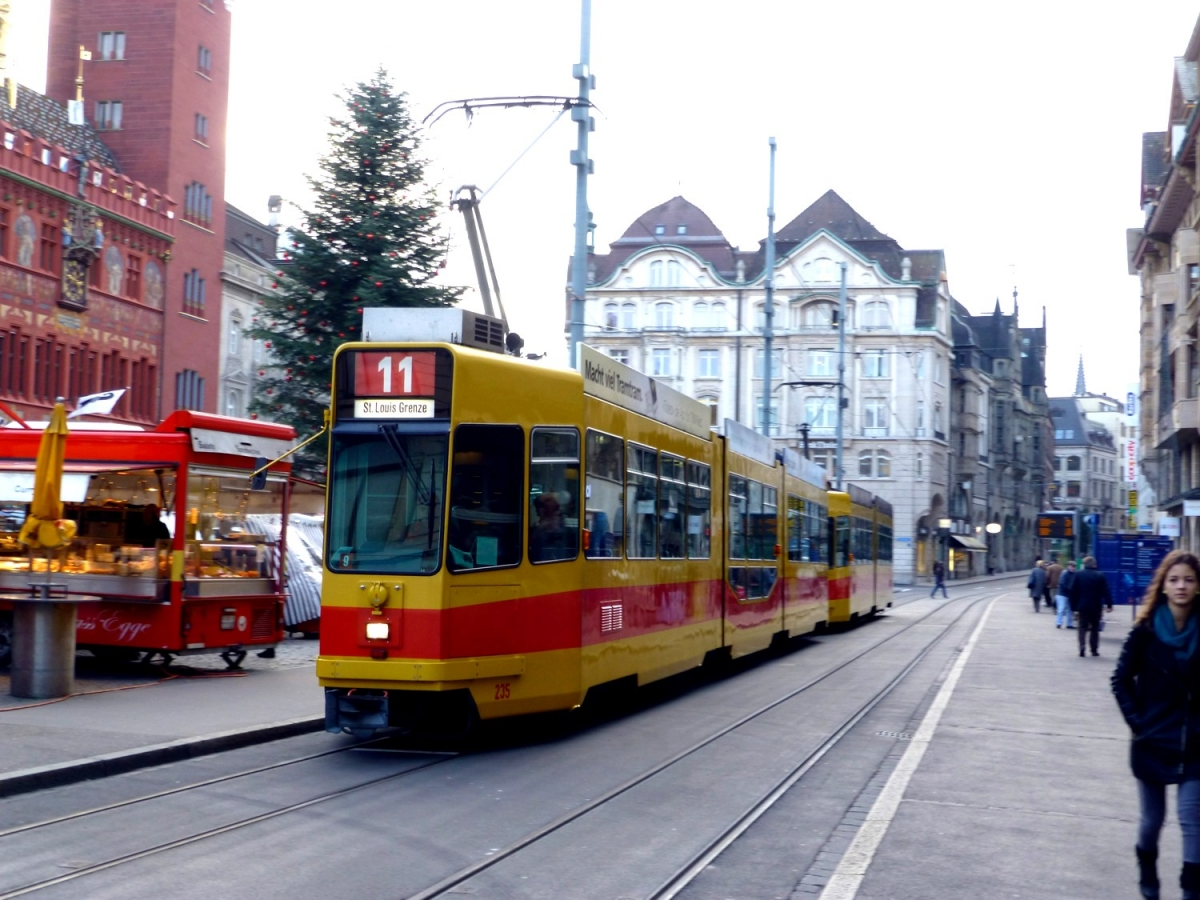
Régi BLT villamos
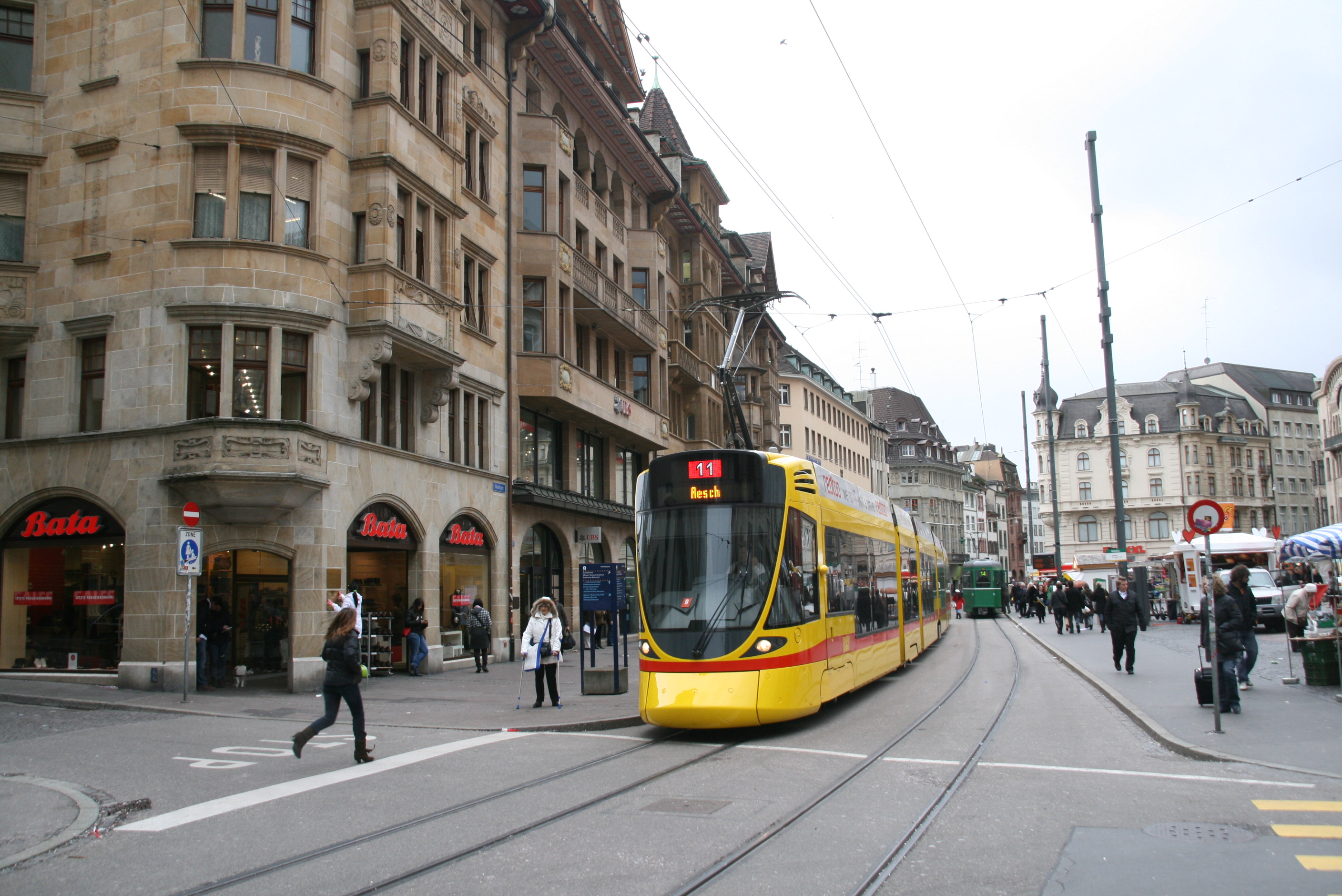
A BLT egyik Stadler Tango villamosa
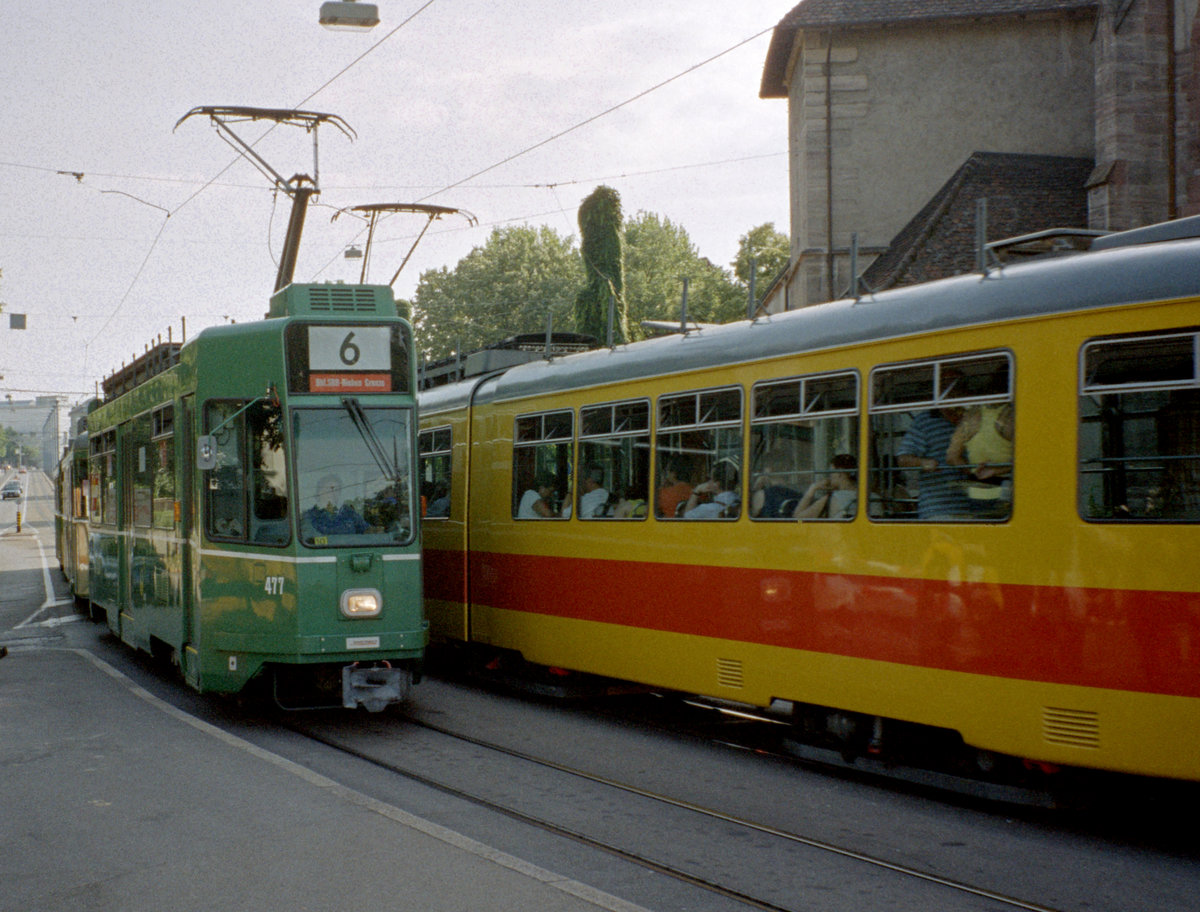
BVB és BLT villamosok Bázelban

## Fordítás
Ez a szócikk részben vagy egészben  a   Trams in Basel című angol Wikipédia-szócikk ezen változatának fordításán alapul.  Az eredeti cikk szerkesztőit annak laptörténete sorolja fel. Ez a jelzés csupán a megfogalmazás eredetét és a szerzői jogokat jelzi, nem szolgál a cikkben szereplő információk forrásmegjelöléseként.